# AMZ-Kutno
«AMZ-Kutno» — автомобильная компания, базирующаяся в Кутно, Польша.

## История
Компания «AMZ-KUTNO Ltd» заявила о себе в 1999 году, в городе Кутно (Польша). Главной своей задачей управленцы фирмы считали узкоспециализированное производство автомобильных кузовов. Все они были предназначены для коммерческого транспорта: машин скорой помощи, инкассаторских машин, специального транспорта для нужд силовых структур, мини-автобусов и военной техники.

## Деятельность
В 2005 году управленцами компании было принято необходимое решение перевести часть опытных сотрудников на производственные мощности, которые специально для Ирана изготавливали модель Dzik. Это повлияло на снижение уровня производства, но компания уверенно развивалась дальше. В 2006 году её штат насчитывал порядка 350 человек, а в 2008 сотрудников стало уже 400.
Серийное производство микроавтобусов в компании AMZ было налажено в масштабном объеме, только начиная с 2001 года. В качестве базы для шасси применялась продукция таких востребованных автопроизводителей, как Mercedez-Benz, Iveco, Ford и Renault. Изначально компания «AMZ-KUTNO Ltd» занималась лишь модификацией различных моделей транспорта, и только спустя время начала разработку и конструирование собственных оригинальных автомобилей, на которых были использованы шасси от фургонов и грузовых машин.